# René Favaloro
René Favaloro (La Plata, 12 juillet 1923 - Buenos Aires, 29 juillet 2000) est un chirurgien cardio-vasculaire argentin, un des pionniers du pontage aorto-coronarien en 1967.

## Biographie

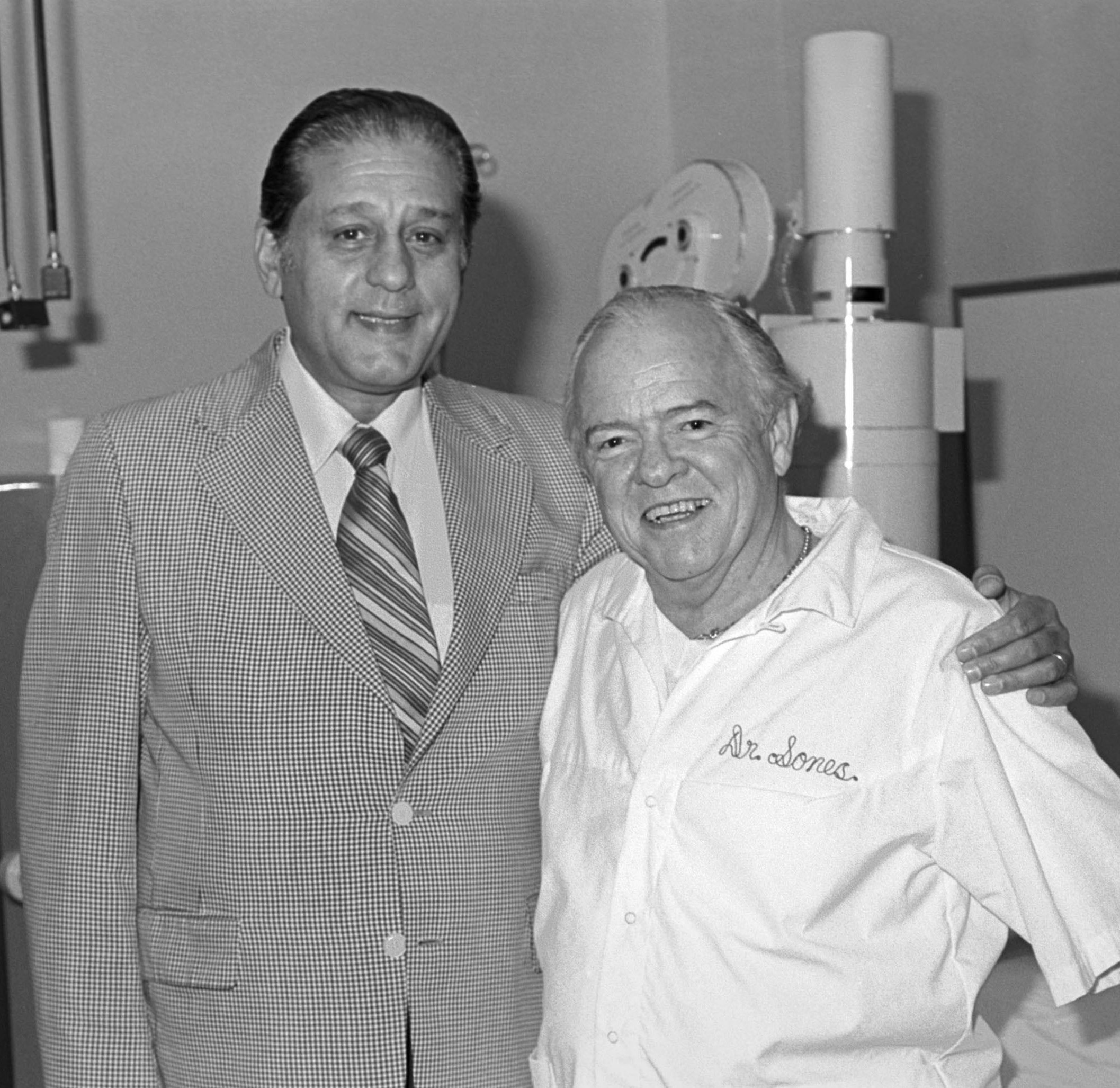
René Favaloro (à gauche) et le docteur F. Mason Sones vers 1970.

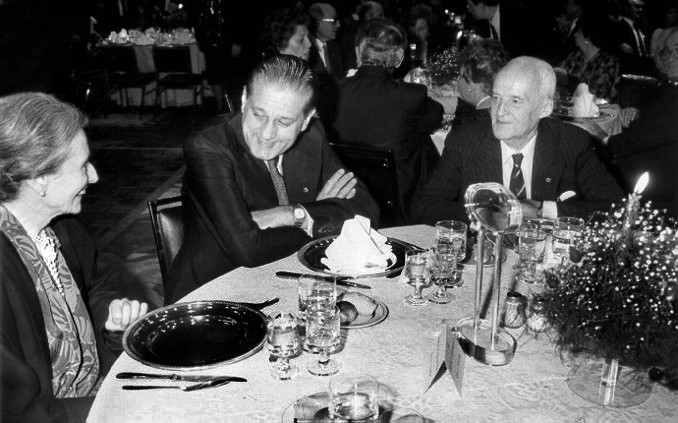
René Favaloro (au centre), son épouse Amelia et le biochimiste Luis Leloir.